# Peter Heydeck
Peter Heydeck (ukrainisch Петро Гейдек/ Petro Hejdek, wissenschaftliche Transliteration Petro Hejdek; russisch Пётр Николаевич Гейдек/ Pjotr Nikolajewitsch Geidek, wissenschaftliche Transliteration Pëtr Nikolaevič Gejdek; * 1941 in Nikopol; † 2016 in Deutschland) war ein deutscher Maler ukrainischer Herkunft. Einige seiner Werke sind in der Moskauer Tretjakow-Galerie ausgestellt.

## Leben
Von 1970 bis 1975 war er als Kunstpädagoge in Drohobytsch tätig. Er studierte an der Ukrainischen Polygraphischen Hochschule in Lemberg (1974–1979). Von 1980 bis 1989 war er Rektor der Kinderkunstschule in Drohobytsch.
Im April 1999 wurde er deutscher Staatsbürger und übersiedelte im September 1999 nach Northeim. Er war Mitglied im Bundesverband Bildender Künstlerinnen und Künstler.

## Malstil
Der Malstil von Peter Heydeck entwickelte sich vom Fotorealismus zum Visualismus. Er malte vorzugsweise in Acrylfarben auf Leinwand. Die Stilistik des Visualismus verwendete der Maler auch in seiner Porträtmalerei.